# Cartulaire de Hemming
Le cartulaire de Hemming est le nom donné à un ensemble de documents manuscrits médiévaux collectés par un moine anglais du nom de Hemming, dans le diocèse de Worcester, à l'époque de la conquête normande de l'Angleterre. Les documents ainsi rassemblés sont d’ordre juridique et administratif (chartes et titres de propriété essentiellement) et fournissent un éclairage remarquable sur la vie économique et politique de l'époque, ainsi que sur les relations souvent tendues entre ecclésiastiques et souverains anglais. Le manuscrit est composé de deux cartulaires distincts, réalisés à des moments différents mais réunis ensuite : le premier (Liber Wigorniensis) date de la fin du Xe ou du début du XIe siècle, tandis que le second est composé par Hemming lui-même au tournant des XIe et XIIe siècles. Le cartulaire de Hemming est conservé à la British Library à Londres.

## Composition
Bien que l'ensemble du cartulaire soit traditionnellement attribué au moine Hemming, il est en réalité composé de deux parties dont seule la seconde est l’œuvre de Hemming. Les deux parties, reliées ensemble, forment un manuscrit qui est répertorié sous le nom Cotton Tiberius A xiii selon la codification de la bibliothèque Cotton de la British Library. Il s'agit du plus ancien cartulaire connu de l'Angleterre médiévale.
La première partie est souvent appelée Liber Wigorniensis, ou Livre de Worcester, et occupe les feuillets 1 à 118 du manuscrit ; la seconde, directement due à Hemming, occupe les feuillets 119 à 142, 144 à 152 et 154 à 200.

## Contenu
Le Liber Wigorniensis comme le livre de Hemming contiennent un certain nombre de fausses chartes. L'historienne Julia Barrow avance le chiffre de 25 chartes créées de toutes pièces sur les 155 du Liber, tout en soulignant que c'est une hypothèse basse, et elle relève également plus d'une trentaine de faux dans la partie due à Hemming, certains étant repris du Liber. Certains des textes écrits par Hemming ne correspondent pas à d'autres sources, et Ker estime qu'« il est préférable de s'en tenir aux événements principaux plutôt qu'au détail du texte [de Hemming] ».

### Liber Wigorniensis
L'objectif principal du Liber est d'établir un relevé des possessions territoriales du diocèse et de l'évêque, ainsi que de tenir un registre des chartes écrites portant sur les propriétés ecclésiastiques de Worcester. Dans la mesure où il n'existe pas de fil narratif permettant de relier les documents entre eux, le Liber est à considérer comme un document de travail établi pour l'usage de l'évêque et des moines : il s'agit d'un ouvrage juridique et non pas littéraire. Cette approche est confirmée par les révisions successives que subit le document pendant sa durée d'exploitation.

### Livre de Hemming
Hemming revient très souvent sur les difficultés que les souverains locaux ont fait ou font encore subir à son monastère et à l'ensemble du diocèse. La préface qu'il rédige indique que son objectif est d'indiquer aux successeurs de Wulfstan quelles sont les possessions dont ils ont été dépouillés par des attaques successives : il insiste particulièrement sur les dégâts occasionnés lors des conquêtes du pays par Knut puis par Guillaume de Normandie. Contrairement au Liber, c'est un document figé qui ne subit pas de révision : plusieurs historiens l'interprètent davantage comme un document historique, commémoratif, qui renvoie à un glorieux passé utopique. Toutefois, la recherche récente de Francesca Tinti l'amène à une conclusion différente. Elle perçoit un véritable objectif juridique dans cet ouvrage qui est rédigé alors que la communauté religieuse de Worcester a pris rapidement de l'ampleur, et qu'elle doit voir avec inquiétude l'arrivée de l'évêque normand Samson, déjà responsable de la dissolution du monastère de Westbury-on-Trim. Le cartulaire serait donc conçu pour faire valoir les droits de propriété locaux, anciens et contemporains.